# Jean Léon Clerjounie
Jean Léon Clerjounie est un homme politique français né le 11 décembre 1837 à Salignac (Dordogne) et décédé le 20 juillet 1891 à Paris.

## Biographie
Avocat à Sarlat, il est conseiller municipal en 1871 puis maire de Sarlat en 1881 et conseiller général en 1886. Il est député de la Dordogne de 1889 à 1891 et siège à gauche, comme républicain.

## Sources
- « Jean Léon Clerjounie », dans le Dictionnaire des parlementaires français (1889-1940), sous la direction de Jean Jolly, PUF, 1960 [détail de l’édition]